# Святохо, Валерий Витальевич
Валерий Витальевич Святохо (бел. Валерый Віталевіч Святоха; род. 20 июля 1981, Гродно) — белорусский легкоатлет, специалист по метанию молота. Выступал за сборную Белоруссии по лёгкой атлетике в 2003—2013 годах, обладатель бронзовой медали Универсиады, победитель и призёр первенств национального значения, участник двух летних Олимпийских игр. Мастер спорта Республики Беларусь международного класса.

## Биография
Валерий Святохо родился 20 июля 1981 года в городе Гродно Белорусской ССР.
Окончил Гродненское училище олимпийского резерва (1995—2000) и факультет психологии Гродненского государственного университета (2001—2009). Занимался лёгкой атлетикой под руководством тренера Игоря Владимировича Цицорина.
Впервые заявил о себе в метании молота на международном уровне в сезоне 2003 года, когда вошёл в состав белорусской национальной сборной и выступил на молодёжном европейском первенстве в Быдгоще, где с результатом 70,28 стал четвёртым.
Будучи студентом, в 2005 году представлял Белоруссию на Универсиаде в Измире — показал результат 74,71 и завоевал бронзовую медаль.
В мае 2006 года на соревнованиях в Бресте установил свой личный рекорд в метании молота — 81,49 метра (пятый результат мирового сезона).
Благодаря череде удачных выступлений удостоился права защищать честь страны на летних Олимпийских играх 2008 года в Пекине — в программе метания молота показал результат 74,41 метра, чего оказалось недостаточно для преодоления предварительного квалификационного этапа.
После пекинской Олимпиады Святохо остался действующим спортсменом на ещё один олимпийский цикл и продолжил принимать участие в крупнейших международных стартах. Так, в 2010 году на турнире в Гродно он показал 12-й результат мирового сезона — 78,33 метра, тогда как на чемпионате Европы в Барселоне стал в финале четвёртым (78,20).
В 2011 году с результатом 78,02 метра, показанном на соревнованиях в Минске, занял 18-е место в мировом рейтинге метателей молота. На чемпионате мира в Тэгу метнул молот на 71,58 метра и в финал не вышел.
В 2012 году стал четвёртым на чемпионате Европы в Хельсинки (75,83). Выполнив олимпийский квалификационный норматив (78,00), благополучно прошёл отбор на Олимпийские игры в Лондоне — в финале метания молота показал результат 73,13 метра, расположившись в итоговом протоколе соревнований на 11-й строке.
В 2013 году отметился выступлением на чемпионате мира в Москве, где с результатом 72,05 в финал не вышел.
Пытался пройти отбор на Олимпийские игры в Рио-де-Жанейро, но из-за травмы не смог этого сделать и по окончании сезона 2016 года завершил спортивную карьеру.
Старший лейтенант милиции, инспектор по делам несовершеннолетних Октябрьского РОВД г. Гродно.